# 수 해밀턴
수 해밀턴(Sue Hamilton, 1945년 5월 13일 ~ 1969년 9월 2일)은 미국의 배우, 텔레비전 배우, 모델, 플레이메이트, 영화배우이다.
글렌데일에서 태어났다.

## 영화
- 닥터 골드풋 앤 더 비키니 머신 (1965년)
- 하우 투 스터프 어 와일드 비키니 (1965년)